# CSA Czech Airlines

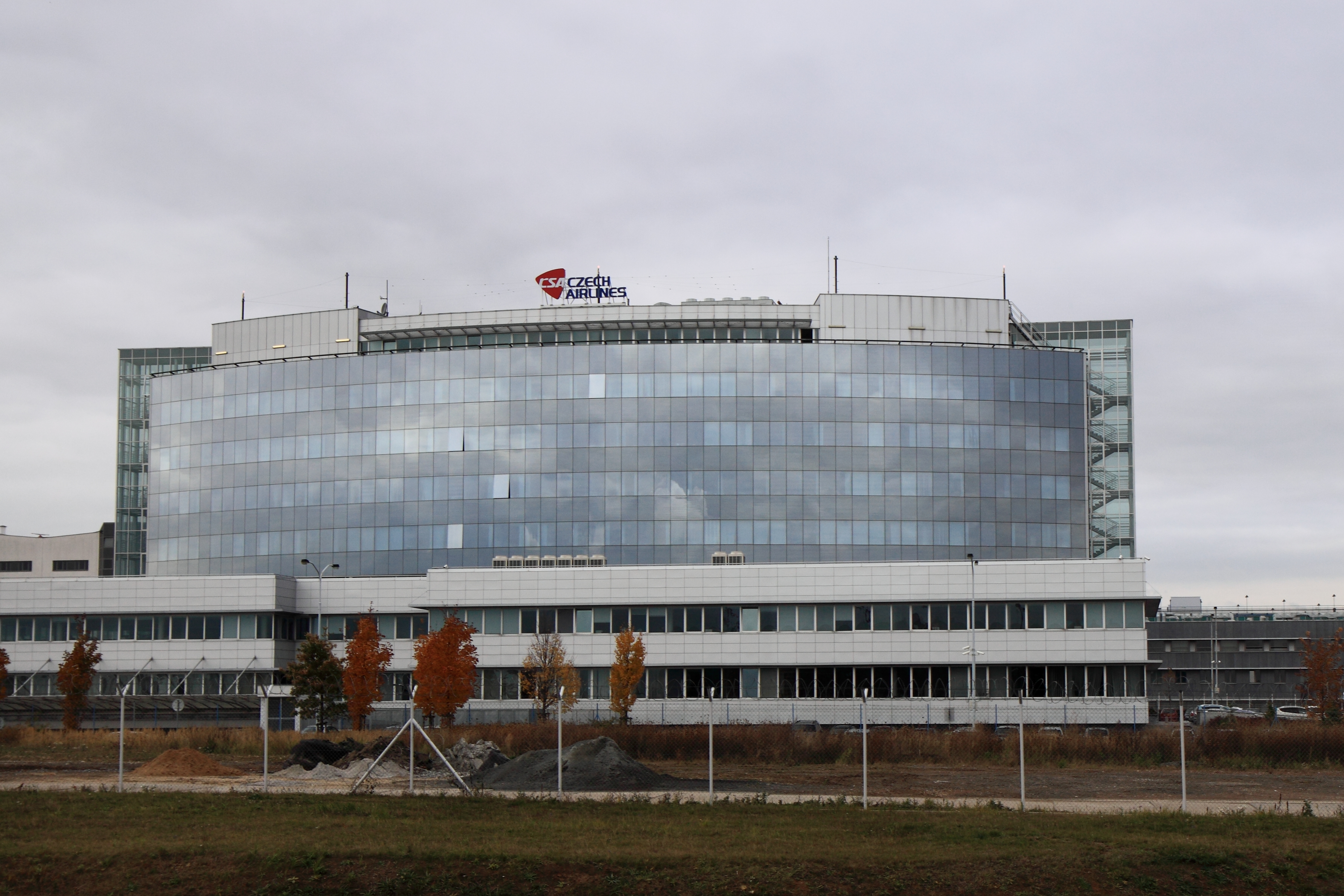
Birourile CSA de lângă aeroportul Ruzyne

Czech Airlines (ICAO: CSA, IATA: OK, cehă: České aerolinie) a fost linia aeriană națională a Republicii Cehe, cu sediul în Praga. Până pe 26 octombrie 2024 a fost membră a alianței SkyTeam. Compania are zboruri spre majoritatea destinațiilor din Europa și face lagătură între puncte importante din Asia și Orientul Mijlociu. Transportând circa 2 milioane de pasageri pe an. CSA utilizează un program de zbor numit "OK Plus Frequent Flyier Program". Baza sa principală este Aeroportul Internațional Vaclav Havel din Praga.

## Istorie
CSA a fost creată în 6 octombrie 1923 de către guvernul cehoslovac sub numele de CSA Ceskoslovenske Stare Aerolinie. Douăzeci și trei de zile mai târziu, primul său zbor a avut loc între Praga și Bratislava. A operat numai zboruri interne până la primul său zbor internațional de la Praga spre Bratislava și Zagreb, în 1930. După invadarea nazistă a Cehoslovaciei în 1939, dezvoltarea liniei aeriene a fost oprită. În 1948 Partidul Comunist a preluat puterea în Cehoslovacia și a suspendat rute spre Europa de Vest și Orientul Mijlociu și a înlocuit o mare parte din flota companiei cu aparate sovietice. În 1957 CSA a devenit una dintre primele companii aeriene din lume care utiliza aparate Tupolev Tu-104A cu turboreactor. Primul zbor transatlantic a avut loc pe 3 februrarie 1962 spre Havana, Cuba. După separarea Cehoslovacei în cele două țări, Cehia și Slovacia, CSA a adoptat numele curent în 1995.
În ianuarie 2005, Csa Czech Airlines avea 4,441 de angajați, principalii acționari fiind Fondurile cehe pentru proprietate (56,43%), Banca cehă de consolidare (34,49%) și investitori cehi.
Din octombrie 2024, CSA a devenit compania de administrare a grupului Smartwings, celelalte companii din grup operând zborurile propriu-zise.

## Servicii
Din octombrie 2024, compania nu mai operează zboruri regulate de pasageri.

## Flota
În aprilie 2017, flota CSA era compusă din 18 de avioane:
- 9 Airbus A319-100
- 1 Airbus A330-300
- 3 ATR 42-500
- 5 ATR 72-500